# Сардурі III

Урарту під час правління Сардурі III

Сардурі III (Сардур III, Сардурі, син Руси) — цар держави Урарту періоду її занепаду, роки правління близько  639—625 до н. е. Сучасник ассирійського царя Ашшурбаніпала, знаменитого своєю бібліотекою. 
До часу правління Сардурі III, держава Урарту ослабла настільки, що Сардурі III був змушений звертатися за допомогою до вічного супротивника Урарту — Ассирії. Є думка, що з цього моменту Урарту фактично стає васальною по відношенню до Асирії державою, а Сардурі III називав царя Ассирії «своїм паном». 
З ассирійського літопису Ашшурбаніпала 638 до н. е.: 

... Іштардурі, цар Урарту, царі, предки якого, царям, моїм батькам, завжди писали «брат», — тепер же Іштардурі, почувши про силу і діяння, що судилися мені великими богами, — як син своєму батькові, постійно  пише:  «пан» , так і він,  відповідно до цього, став постійно писати: «цареві, моєму панові». Шанобливо, покірно він приносить сюди свою тяжку жертву . 

Про останній період історії Урарту збереглося дуже мало відомостей. Ймовірно, що столиця Урарту під час правління Сардурі III вже перемістилася в Тейшебаіні, оскільки урарти фактично не контролювали центр країни. Від часу Сардурі III збереглося лише дві клинописні таблички господарського змісту, які були виявлені при розкопках Кармір-Блуру. 
|  |  | |  |  |
|  |  | Вгорі:Відомості про відправку робітників і шести волів для роботи на виноградниках. Зліва:Царський наказ про переділ земель. Знизу таблички видно сліди циліндричної печатки, що засвідчує справжність документа. |  |  |